# ليم جيونج
ليم جيونج (بالصينية: 林江) هو كاتب أغاني وممثل صيني، ولد في 7 يونيو 1964 في تايوان.

## أعمال

### أفلام
- (2013) لمسة الخطيئة[3]

## وصلات خارجية
- ليم جيونج على موقع IMDb (الإنجليزية)
- ليم جيونج على موقع ألو سيني (الفرنسية)
- ليم جيونج على موقع ميوزك برينز (الإنجليزية)
- ليم جيونج على موقع أول موفي (الإنجليزية)
- ليم جيونج على موقع قاعدة بيانات الأفلام السويدية (السويدية)
- ليم جيونج على موقع ديسكوغز (الإنجليزية)
- ليم جيونج على موقع قاعدة بيانات الفيلم (الإنجليزية)
- ليم جيونج على موقع كينوبويسك (الروسية)